# Dorian Foulon
Pour les articles homonymes, voir Foulon.
Dorian Foulon, né le 2 mai 1998 à La Chapelle-Caro, est un coureur cycliste handisport français, en catégorie MC5 (Membre inférieur), et valide au sein de l'équipe Urt Velo 64. 

## Biographie
Dorian Foulon est né avec un pied bot varus équin congénital gauche. Après différentes opérations chirurgicales, sa cheville est bloquée et son mollet gauche est à peine développé. Cela entraîne une perte de puissance de sa jambe gauche de près de 35 % à 75 %. 
Il fait ses débuts au sein du SC Malestroit. Puis quitte sa Bretagne natale, pour s'installer au Pays basque et poursuivre sa carrière au sein de l'URT VELO 64, sous la tutelle de Christophe Dizy.
En juin 2021, il est vice champion du monde sur route dans l'épreuve du contre-la-montre avec trois secondes de retard sur le champion paralympique néerlandais Daniel Abraham Gebru. Il participe aux Jeux paralympiques de Tokyo en août en étant qualifié sur quatre épreuves (deux sur piste et deux sur route) dans la catégorie C5. Il finit sixième de la vitesse sur piste et il s'impose en finale de la poursuite face à l'Australien Alistair Donohoe.
Il remporte la médaille d'or lors de l'épreuve de poursuite individuelle C5 aux Jeux paralympiques de Paris 2024 le 31 août. Il conserve, ainsi, le titre qu'il avait décroché à Tokyo. Il est aussi médaillé de bronze en contre-la-montre C5 lors de ces Jeux.

## Palmarès handisport

### Jeux paralympiques
- Jeux paralympiques d'été de 2021 à Tokyo
  -  Médaille d'or de la poursuite C5
- Jeux paralympiques d'été de 2024 à Paris
  -  Médaille d'or de la poursuite C5
  -  Médaille de bronze du contre-la-montre C5

### Championnats du monde de paracyclisme sur piste
- Championnats du monde de paracyclisme sur piste 2020 à Milton
  -  Médaille d'or en poursuite C5
  -  Médaille d'or en omnium C5
  -  Médaille de bronze du kilomètre C5
- Championnats du monde de paracyclisme sur piste 2022 à Saint-Quentin-en-Yvelines
  -  Médaille d'or en poursuite C5
  -  Médaille d'or en omnium C5
  -  Médaille d'argent en scratch C5
  -  Médaille de bronze du kilomètre C5
- Championnats du monde de paracyclisme sur piste 2023 à Glasgow
  -  Médaille de bronze en poursuite  C5
- Championnats du monde de paracyclisme sur piste 2024 à Rio de Janeiro
  -  Médaille d'or en poursuite C5
  -  Médaille d'or en scratch C5
  -  Médaille d'or en omnium C5

### Championnats du monde de paracyclisme sur route
- Championnats du monde de paracyclisme sur route 2017 à Pietermaritzburg
  -  Médaille de bronze de la course en ligne C5
- Championnats du monde de paracyclisme sur route 2021 à Cascais
  -  Médaille d'argent du contre-la-montre C5
- Championnats du monde de paracyclisme sur route 2022 à Baie-Comeau
  -  Médaille d'argent du contre-la-montre C5
- Championnats du monde de paracyclisme sur route 2023 à Glasgow
  -  Médaille de bronze du contre-la-montre C5

## Décorations
- Chevalier de la Légion d'honneur (2021)[6].
- Officier de l'ordre national du Mérite (2024)[7].
- Médaille de la jeunesse, des sports et de l'engagement associatif, argent (2025)[8].